# Vaslui (län)
Vaslui är ett län (județ) i östra Rumänien med 490 520 invånare (2018). Det har 3 municipii, 1 städer och 71 kommuner.

## Municipii
- Vaslui
- Bârlad
- Huși

## Städer
- Negrești

## Kommuner
| - Albeşti - Alexandru Vlahuţă - Arsura - Băcani - Băceşti - Bălteni - Banca - Berezeni - Blăgeşti - Bogdana - Bogdăneşti - Bogdăniţa - Boţeşti - Buneşti-Avereşti - Ciocani - Codăeşti - Coroieşti - Costeşţi - Cozmeşti | - Creţeşti - Dăneşti - Deleni - Deleşti - Dimitrie Cantemir - Dodeşti - Dragomireşti - Drânceni - Duda-Epureni - Dumeşti - Epureni - Fălciu - Fereşti - Fruntişeni - Găgeşti - Gârceni - Ghergheşti - Griviţa - Hoceni | - Iana - Ibăneşti - Ivăneşti - Iveşti - Laza - Lipovăţ - Lunca Banului - Măluşteni - Micleşti - Muntenii de Jos - Muntenii de Sus - Olteneşti - Oşeşti - Pădureni - Perieni - Pochidia - Pogana - Pogoneşti - Poieneşti | - Puieşti - Pungeşti - Puşcaşi - Rafaila - Rebricea - Roşieşti - Soleşti - Stănileşti - Ştefan cel Mare - Şuletea - Tăcuta - Tanacu - Tătărăni - Todireşti - Tutova - Văleni - Vetrişoaia - Viişoara - Vinderei | - Voineşti - Vultureşti - Vutcani - Zăpodeni - Zorleni |